# Lelin-Lapujolle
 Lelin-Lapujolle  (en occitano Lo Lin e La Pujòla) es una población y comuna francesa, ubicada en la región de Mediodía-Pirineos, departamento de Gers, en el distrito de Mirande y cantón de Riscle.

## Demografía
| 259 | 242 | 222 | 213 | 205 | 207 |
| Para los censos de 1962 a 1999 la población legal corresponde a la población sin duplicidades (Fuente: INSEE [Consultar]) |     |     |     |     |     |